# Separatisme
Separatisme (af latin: separare) er et standpunkt, der går ind for politisk løsrivelse fra en stat med det sigte at etablere en ny uafhængig stat for den befolkningsgruppe, der bebor det territorum, der ønskes løsrevet. Befolkningsgruppen kan være defineret af kulturelle, etniske eller religiøse kendetegn, der danner grundlag for en national identitet.
Separatisme kan være knyttet til ideen om ret til national selvbestemmelse. Princippet fik særlig betydning i tiden efter første verdenskrig, hvor det blev lagt til grund ved fredsslutningen og opdelingen af tidligere multietniske statsdannelser (eksempelvis Østrig-Ungarn) i selvstændige nationalstater. Retten til national selvbestemmelse blev efter anden verdenskrig indføjet i FN-pagten. Selv om hensigten i FN-pagten var frigørelse af kolonierne, kan princippet danne hjemmel for separatisme fra allerede selvstændige stater. 
Målet for separatisme kan være oprettelsen af en ny, selvstændig stat for den gruppe, der kæmper for løsrivelse. Kurdiske grupperingers kamp for løsrivelse fra Tyrkiet, Syrien, Iran og Irak, med det mål at grundlægge staten Kurdistan, er et eksempel på separatisme i en folkegruppe, som befolker flere stater. I europæiske nationalstater har der efter anden verdenskrig været stærke separatiske bevægelser i eksempelvis Baskerlandet, Korsika og Nordirland. I Catalonien opnåede separatistbevægelsen i 2017 at få gennemført en folkeafstemning om catalansk uafhængighed, der førte til en politisk krise i Spanien.
Målet for separatister kan også være irredentisme, det vil sige genforening med et andet land. Eksempler er nationalistiske grupperinger i Nordirland, som ønsker genforening med Irland og situationen i Slesvig i tiden fra 1864, hvor en stor gruppe dansksindede slesvigere ønskede genforening med den danske nationalstat. 